# Лупинаја (Лука)
Лупинаја је насеље у Италији у округу Лука, региону Тоскана.
Према процени из 2011. у насељу је живело 78 становника. Насеље се налази на надморској висини од 603 м.